# سايلنت هيل
سايلنت هيل (بالإنجليزية: Silent Hill، بالياباني: サイレントヒル سايرنتو هيرو) هي سلسلة ألعاب فيديو من نمط رعب البقاء. من إنتاج شركة كونامي اليابانية. صدر جزءها الأول سنة 1999 على جهاز البلايستيشن. الاجزاء الاربعة الأولى هي من تطوير « Silent Team »، بشركة كونامي اليابان. سايلنت هيل: أوريجنز، سايلنت هيل : شاترد ميموريز من تطوير الاستوديو الياباني Climax أما سايلنت هيل: هوم كومينج فهي من تطوير الاستوديو الأمريكي Double Helix Games. وسايلنت هيل: داونبور من تطوير الاستوديو التشيكي Vatra.
تتحدث اللعبة عن بلدة سايلنت هيل وعن بعض الأحداث الغامضة التي تحدث فيها.
طريقة اللعب تشمل عناصر الرعب المتكرره والحركة الدائمه ومختلف الألغاز وبيئَة اضطراب مفصلة إلى حد عجيب بتفاصيل مزعجه تقشعر لها الابدان. موسيقى الخلفية للعبه من تلحين أكيرا ياماوكا. قصة اللعبة عميقه وعادة معقده. يكشفها اللاعب من خلال العديد من اللقطات وقطع المشاهد السينمائيه في اللعبة والوثائق والمذكرات التي يكتشفها إثر تجوله مدينة سايلنت هيل، التي تخبرك عن ماضي المدينة وقد تساعد في حل بعض الالغاز. كل جزء من اللعبة له نهايات متعدده ومختلفه يفرج عنها من خلال مقاطع سينمائيه. القرارات والختيارات التي يتخذها اللاعب خلال اللعبة تحدد نهاية القصة، وبذلك تنتهي اللعبة.
أجزاء اللعبة الرئيسية:
- سايلنت هيل
- سايلنت هيل 2
- سايلنت هيل 2 : رسيتليس دريمس
- سايلنت هيل 3
- سايلنت هيل 4: ذا رووم
- سايلنت هيل: أوريجنز.
- سايلنت هيل: هوم كومينج.
- سايلنت هيل : شاترد ميموريز.
- سايلنت هيل: إتش دي كوليكشن
- سايلنت هيل: داونبور
- سايلنت هيل: بوك أوف ميموريز
- سايلنت هيلز (لعبة ملغية)

## خلفية مدينة سايلنت هيل
مدينة 'سايلنت هيل' (أو «التل الصامت») هي ملجأ اللعبة الأساسي. في المدينة هناك 'طبقة' أو مظهر يبدو وكأنه طبيعي، و'طبقة' أخرى مهجورة ومهمله وشيطانيه مسكونه من قبل مخلوقات مشوهه مشرده تتجول الشوارع والمباني، وفيها مظاهر عادة تأخذ شكل المخاوف الشخصية والنفسيه العميقه لمن يشهدها. تتحول المدينة بشكل عشوائي بين اثيري ضبابيه في العالم وتدهور والدم - «العالم الآخر»، حيث وحوش أكثر عددا. في اللعبة الأولى، ومظهر من سكان العالم الآخر يتخذ شكل المصابين بصدمات يعتبر أصلها من «أليسا جيليسبي». ومنذ ذلك الحين وسايلنت هيل تصور العالم الآخر بصفة مستقلة، وحوش ومخلوقات من مظاهر رعب مزعزعه خالصه وخاصه لمن يشهدها.
في سايلنت هيل الجزء الثاني، تؤكد شخصية ماري أن سايلنت هيل «كان في السابق مكانا مقدسا.»، ولكن مجرى تاريخها الذي تحول دمويا قد حول المدينة وجعلها بما فيها تنقلب منحرفه إلى شيء أظلم.
نشرت «كونامي» تعليقا قد ذكرت فيه ان سلطة سايلنت هيل قد «تكثفت كثيرا» منذ أحداث اللعبة الأولى. في حين ان أول لعبتين عرضت الأنصار الذي كان ينجر إلى سايلنت هيل، أما في اللعبة الثالثة والرابعة تمكن عالم سايلنت هيل «الآخر» من الوصول إلى أناس في البلدات مجاوره أو القريبة.
من حيث الجغرافيا، سايلنت هيل تقع حول حافة البحيرة Tolucaَ (حيث يكمن اللجوء)، مع أقسام قديمه للمدينة تقع في الشمال على طول ضفاف النهر المجاور. ويرجع ذلك جزئيا إلى التنمية التجارية الثقيلة التي شهدتها المدينة. فالمدينة إلى حد ما مستكفيه ذاتيا؛ ولديها مدرسة ابتداءيه، ومراكز تجاريه للتسوق، ومستشفيان (احدهم مستشفى Alchemilla في paleville ومستشفى Brookhaven في جنوب الوادي)، ومخازن وغيرها من عوامل الجذب. «سايلنت هيل القديمة» (أي قبل تشوهها) ومنطقة «بال فيل» (paleville) يحتويان على ضَّواحي منتشره عشوائيا بِغَيْر تَنْظيم، وفيهما كل من الشقق والمنازل، وعدد من الفنادق وفندق غراند lakeview. الشاطئ على مجال paleville له أيضا منارة ويستضيف ملاه البحيرة التدفيهيه.
واخر جزء من اجزاء سايلنت هيل هو (داون بور) وهوا من أفضل الاجزاء على مستوى الألعاب المرعبه في جهاز البلايستيشن ثري. وذلك لانه يدعم D3...

## خلفية السلسلة
اعتبارا من 2007، تتألف سلسلة سايلنت هيل سلسلة من ست أجزاء رئيسية - بينما أعلن جزء قيد تطوير حالياً وهو شبه إعادة للجزء الأول لكن بشخوص جديدة وقصة جديدة مختلفة تماما عن الجزء الأول. السلسلة تتتالى بالترتيب الزمني، على الرغم من أن سايلنت هيل 3 يعتبر تكملة مباشرة لسايلنت هيل الأول. «هيذر» (الشخصية الرئيسية في الجزء الثالث)، تكمل القصة التي بدأها والدها «هاري ماسون» في اللعبة الأولى.سايلنت هيل 2 وسايلنت هيل 4 أجزاء مكتفية ذاتيا، كلا منهما له قصة ذاتية غير مرتبطة بالأجزاء الأخرى، الرابط الأساسي الذي يصل هذه الأجزاء إلى الآخربن هو عن طريق مدينة سايلنت هيل (صلة الجزء الرابع إلى للأجزاء الأخرى هي عبر شخصية «والتر سوليفان»، فقد ذكر باختصار في ساليلنت هيل 2) وعبر بعض إشارات إلى مجمل معتقدات الأسطورة في السلسلة. هذه الإشارات هي إلى حد كبير غائبة عن «هنري تاونسِد» و«جيمس سندرلاند»، أبطال سايلنت هيل 2 و4. قصة سايلنت هيل أوريجنز هي أحداث ما قبل الأحداث التي وقعت في أول سايلنت هيل.
في نيسان / أبريل 2006، تم الإفراج عن «مجموعة سايلنت هبل» أو «سايلنت هيل كولكشن» (Silent Hill Collection) لبلاي ستيشن 2 ليتزامن مع إطلاق سايلنت هيل الفيلم. المجموعة تشمل ألعاب «سايلنت هيل 2» و«سايلنت هيل 3» و«سايلنت هيل 4: ذا روم». «مجموعة سايلنت هيل» متوفر فقط في أوروبا وأستراليا.

## جَوّ سايلنت هيل
من الناحية المرئيه، تصميم لعبة سايلنت هيل متمحور يحجب الضباب، وبيئة المدينة تبدو في حالة إهْمال دائم بلا عِنايَه. الضباب الكثيف سائد ومسود منتشر في أغلبيه الأماكن في كل جزء من العبة، وبذلك يجبر حدود الرءيه للاعب إلى نحو 10 أقدام من جميع الأنحاء. الجو يتيح عدم الارتياح والفزع بينما في «العالم الآخر» من اللعبة معزز بسواد قاتم يجعل اللاعب يشعر بأنه في مكان مغلق ومحبوس. بعض المؤثرات الصوتية في اللعبة تدرج لمجرد خوف وهلع - بدلا من أن تسبب الضرر الفعلي في اللعبة. الملحن أكيرا ياماوكا (山岡 晃) يوفر الجو العاطفي والموسيقى لهذه السلسلة الذي يتراوح من موسيقة الضجة العشوائيه (التي يعتبرها بعض الناس مزعجه) في الجزء الأول، إلى موسيقى تقليديه ومعزوفات حزينه على البيانو وكذلك لقطات من الروك والعزف الجيتاري. فكل هذه الألحان تلعب دورا شاسعا لخلق الجو ولتحريكه عند اللاعب.

## تحويل اللعبة إلى فيلم
المقالة الرئيسية: سايلنت هيل (فيلم)
أنتجت شركة سوني فيلم سينمائي (سايلنت هيل) في عام 2006.

### قصة الفيلم
قصة الفيلم في الغالب تدور حول قصة الجزء الأول من اللعبة، ولكن هناك فروق بسيطة بين اللعبة والفيلم - فالفيلم يميل أكثر إلى الناحية الهوليووديه.
تقوم روز (رادا ميتشيل) بالهرب مع ابنتها شارون (جوديل فيرلاند) من مصحة عقلية في سبيل أن تجد علاجاً لمرض ابنتها الوحيد. تسافر إلى مدينة الأشباح المهجورة سايلنت هيل لأن ابنتها شارون تراها بكوابيسها حتى بعد طلب منها زوجها (شون بين) عدم الذهاب إلى هناك. وقبل أن تصل إلى مدينة سايلنت هيل تلتقي الشرطية (سيبيل بينت) وهي ضابطة في مركز شرطة مدينة برامس المجاورة لمدينة سايلنت هيل. عندما تصل روز إلى هناك تضيع شارون وتبدأ روز في البحث عنها، حيث تعرف بعدها ما حدث في الماضي وأن ابنتها مجرد بيدق في لعبة أكبر بكثير مم تتصور.

### شخصيات الفيلم
1- روز: رادا ميتشيل
2-زوج روز: شون بين
3- سيبيل بينت: لورين هولدن
4- داليا غليسبي: ديبورا كارا انغر
5- الضابط توماس غوتشي: كيم كوتس
6- آنا: تانيا آلن
7- كريستابيلا: أليس كريغ
المدة: ساعتين و7 دقيقة
النوع: تشويق/رعب
تاريخ العرض في أمريكا: 21 أبريل 2006.
إخراج: كريستوف غانز
اللغة: إنجليزية